# Исторический архив архиепархии Кёльна
Исторический архив архиепархии Кёльна (нем. Historisches Archiv des Erzbistums Köln (AEK)) (идентификатор AEK, ISIL DE-2113) — архивно-историческое учреждение в Кёльне, в котором хранятся записи администрации Кельнской архиепархии и других церковных организаций на территории епархии.
Архив также включают завещания и коллекции. В архиве заполнены 6 500 метров полок, с около около 5 300 документами; самый старый документ - передача собственности от 29 января 942 года. Благодаря расширению подземного хранилища с 2007 года, AEK предлагает 20 километров полочного пространства, что делает его одним из крупнейших архивов в Германии, согласно его собственным заявлениям.

## Организация
Директором АЕК является историк и архивист Ульрих Хельбах (Ulrich Helbach), работающий там с 1989 года. Его заместитель — Иоахим Опен (Joachim Oepen).
Архив может быть использован исследователями и заинтересованными лицами; читальный зал рассчитан на 20 мест.

## История
Архив был основан в 1921 году архиепископом Кёльна Карлом Йозефом кардиналом Шульте как институт исторических исследований. Прежде всего, в инвентарь были включены записи церковного управления до 1801 года - года, когда в ходе секуляризации была распущена старая архиепархия.
Перед Второй мировой войной были добавлены документы, реестры и акты Генерального викариата, а также архивы приходов центральной части Кёльна.

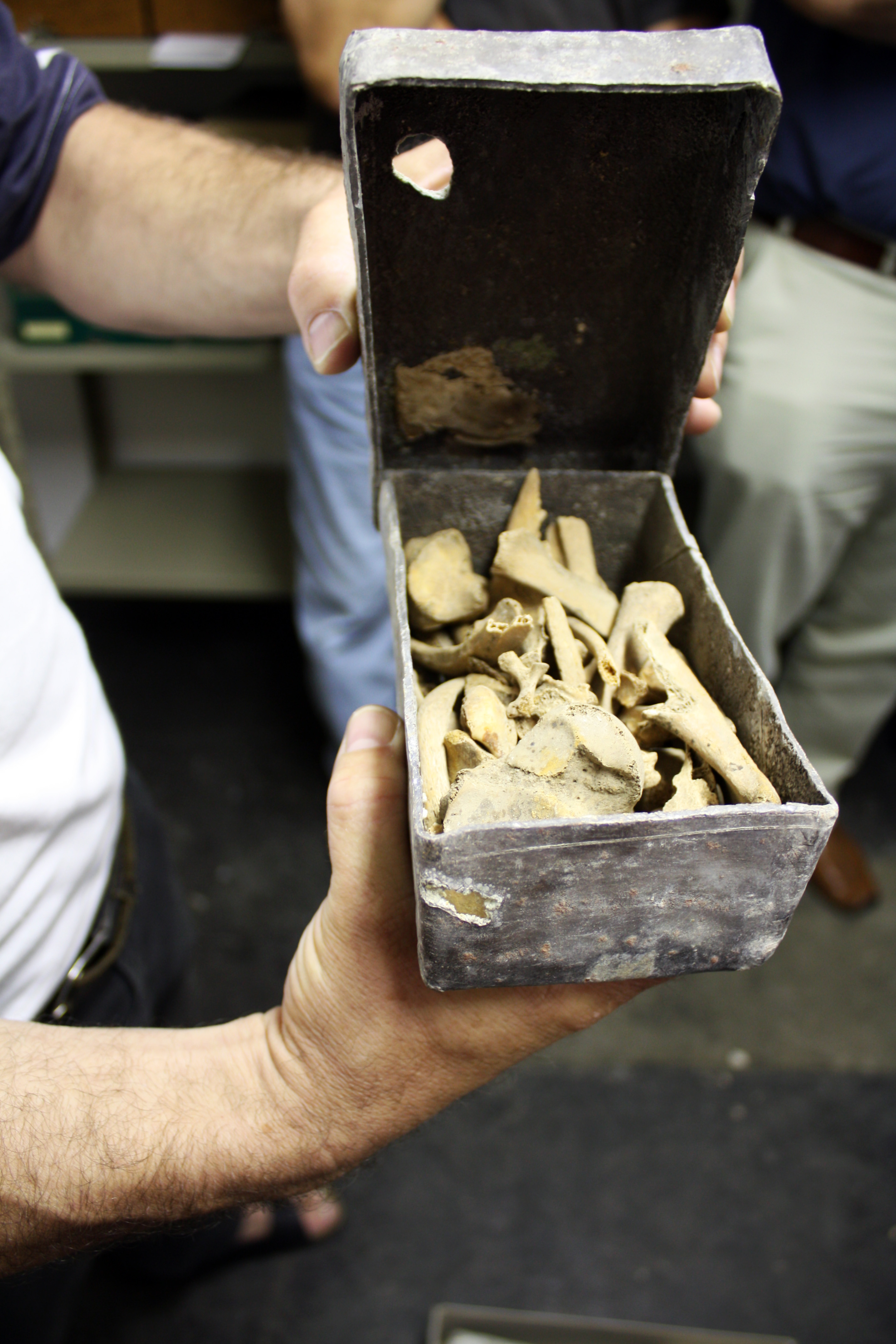
Средневековый свинцовый сосуд с частью мощей из монастырской церкви Большого Святого Мартина

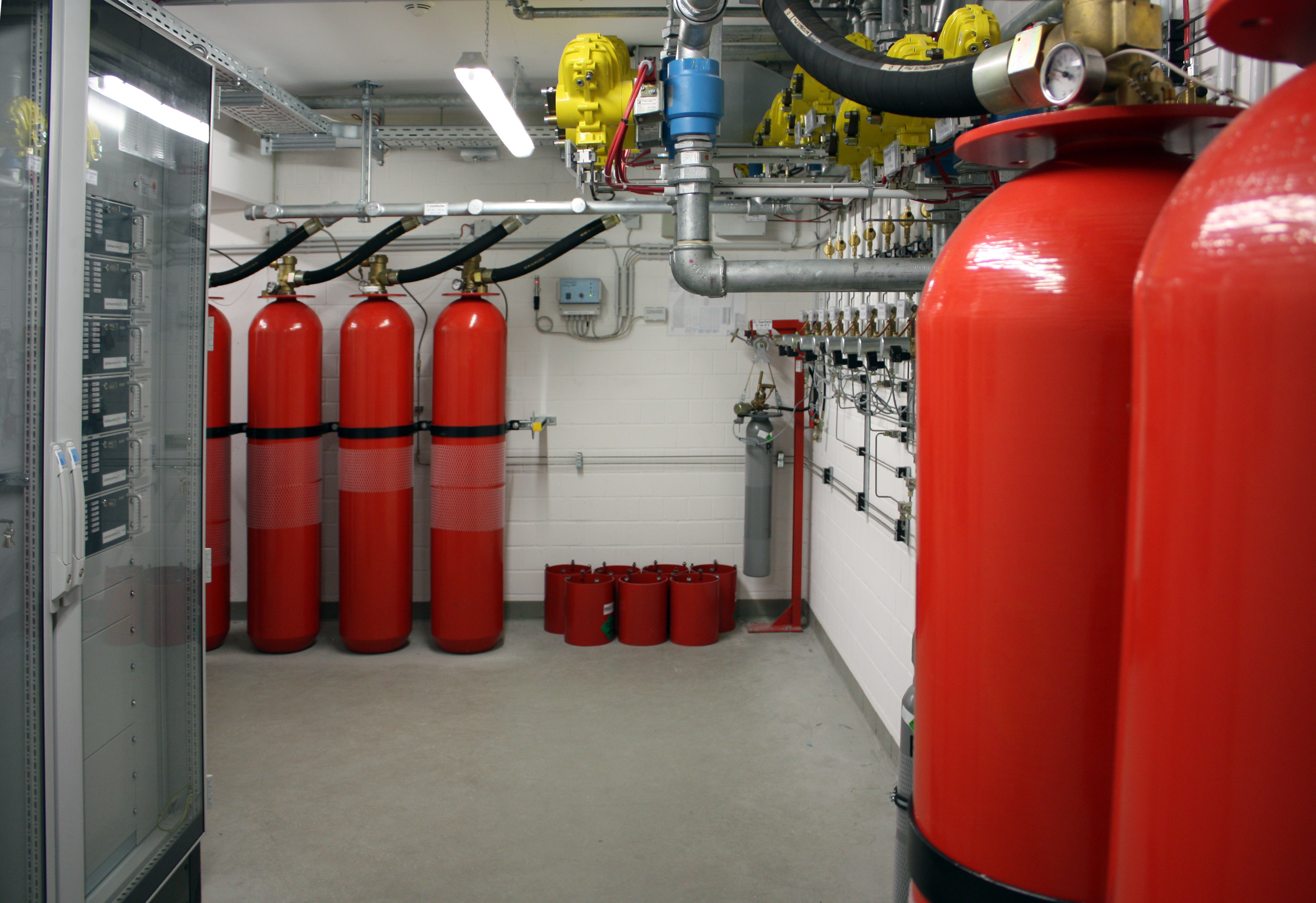
Противопожарная защита архива

В 1958 году АЕК переехал в новый комплекс зданий архиепископа в районе Альтштадт-Норд Кельна. Фонды пополнились более новыми церковными актами XX века, а с 1980-х годов - архивами других католических учреждений, клубов и ассоциаций.
В 1984 году в архив добавились документы его первого архитектора Альфонса Ляйтла (Alfons Leitl), за которым последовали материалы Рудольфа Шварца, Фрица Шаллера и других. Это связано с возникшей связью церковного строительства в послевоенный период и работой многих архитекторов того времени.
В рамках концепции экономии епархии («Будущее сегодня»), которая разрабатывалась с 2003 года, две из пяти должностей академического персонала были удалены из исторического архива, а общие расходы были сокращены на 20 процентов.
После обрушения здания городского архива в марте 2009 г. (см. Исторический архив Кёльна) AEK в короткие сроки предоставила три километра полочного пространства для спасённых запасов и, как архив убежища, взял на себя хранение 60 000 неповреждённых пергаментных документов.
В AEK находится редакция интернет-портала церковных архивов Германии.

## Здание
Комплекс зданий с включением современного зданием архива на Гереон-штрассе 2-4 был построен между 1956 и 1958 годами по планам архитекторов Ганса Шумахера (Hans Schumacher) и Вилли Вайреса (Willy Weyres). Он состоит из дома архиепископа, семинарии, церкви Св. Петра Канизия и административных зданий, которые первоначально использовались кафедральным собором и епархиальной библиотекой.
Трехэтажное угловое здание управления архива с кирпичным фасадом и двускатной крышей закрыто с запада восьмиэтажной застройкой, «книжной башней», плоско-крытым железобетонным каркасным зданием с заполнением из кирпича и стекло-блоков.
19 июня 1992 года здания занесены в список охраняемых архитектурных памятников города Кёльна под номером 6532.
В 2005-2007 годах, согласно планам архитектурного бюро Оренд (Orend) и бюджету около 8 миллионов евро, под и рядом с этим комплексом было построено невидимое снаружи трехэтажное подземное сооружение площадью 2200 квадратных метров. Теперь старое здание с дополнительными 15 километрами полочного пространства должно предложить следующие 30 лет. В то же время историческое здание было отремонтировано и добавлена новая лестница с лифтом для лучшего доступа к башне и подземным частям здания, а читальный зал на верхнем этаже был оборудован 20 рабочими местами для посетителей.
В 2015 году художница Моника Бартоломе (Monika Bartholomé) добавила минималистский настенный рельеф из тонких прутьев к изогнутой лестнице 1950-х годов, в котором отражён процесс архивирования исторических документов.

## Основные фонды

### Архиепархия, Генеральный викариат
- Документы территории Кельнской архиепархии (884 штуки, 1230–1910 гг.).
- Папки и официальные книги старого генерального викариатства (120 метров полок, XVI-XIX века).
- Материалы Наполеоновской Ахенской епархии 1801–1821 гг. (10 метров полки, 1782–1825 гг.).
- Фонды центрального реестра Генерального викариата с 1825 года (1800 метров полочного пространства).
- Архивы капитула Кёльнского собора (55 метров полок, XVIII век - 1955 г.).
- Материалы Кёльнской семинарии (Priesterseminar) (45 метров полок, 1390–1990 гг.).

### Католические организации, ассоциации, общества
- Архив Немецкой епископской конференции (410 метров полок, 1925–1990 гг.).
- Материалы Комиссариата немецких епископов, Бонн / Берлин (210 метров полок, примерно 1948–1992 гг.).
- Документы Католического бюро Северного Рейна-Вестфалии из Дюссельдорфа (125 метров полок, примерно 1945–1985/95 гг.).
- Фонды научного «Общества Гёррес» (Görres-Gesellschaft) (8 метров полок, примерно 1876–1938 гг.).

### Приходские архивы
- Архив Кёльнского Собора и Кельнский приходской архив, с частями архивов кёльнских и других монастырей (около 4000 документов, 280 метров полок, 942 год - XX век).
- Приходские церковные книги (около 1050 экземпляров, конец XVI–XX вв.).

### Частные архивы
- Йозеф Фрингс, архиепископ (1887–1978).
- Иоганн фон Гайсель, архиепископ (1796–1864).
- Роберт Гроше (Robert Grosche), городской декан (1888–1967).
- Эльмар Хиллебранд (Elmar Hillebrand), католический скульптор (1925–2016).
- Йозеф Хёффнер, архиепископ (1906–1987).
- Пауль Мельхерс, архиепископ (1813–1895).
- Якоб Шебен (Jakob Schaeben), специалист по колоколам (1905–1980).
- Фриц Шаллер (Fritz Schaller), архитектор (1904–2002).
- Рудольф Шварц (Rudolf Schwarz), архитектор (1897–1961).

### Коллекции
- Общая коллекция печатей, собранных Штефаном Байсселем (Stephan Beissel) и Вильгельмом Эвальдом (Wilhelm Ewald) (включая около 46000 оттисков и слепков).
- Коллекция персоналий (вырезки из прессы, предсмертные записки людей на церковной службе, особенно XIX-XX веков).
- "Коллекция Рота" - собрание записей лиц, занимавших должности в коллегиальных, монастырских и приходских церквях Кельна в X-XIX веках, составленное историком Германом Генрихом Ротом (2.2 полочных метра, справочное пособие).

## Собственные публикации
- Studien zur Kölner Kirchengeschichte, Schriftenreihe, 1952ff (begründet von Archivdirektor Robert Haaß) (43 тома по состоянию на 2016 г.)

### Каталоги и буклеты к выставкам
- Йозеф ван Эльтен: Pro hominibus constitutus. Мемориальная выставка Исторического архива Кельнской архиепархии, посвященная 100-летию со дня рождения Йозефа кардинала Фрингса, 6 февраля 1987 года. Кельн, 1987 год.
- Карл-Хайнц Текат, Хуан Антонио Червелло-Маргалеф, Вольфганг Шмиц: 250 лет Кельнской семинарии (1738-1988). Выставка с 8 мая по 3 июня 1988 г. в епархиальной библиотеке Кёльна. Кёльн 1988.
- In obsequium Christi. Мемориальная выставка Исторического архива Кёльнской архиепархии, посвященная 50-летию со дня смерти Карла Йозефа кардинала Шульте 10 марта 1991 года. Кёльн 1991.
- Йозеф ван Эльтен, Йоахим Опен: Кёльнские архиепископы в конфликте с прусским государством. Клеменс Август Дросте цу Фишеринг († 1845). Кардинал Паулюс Мельхерс († 1895). Мемориальная выставка исторического архива Кёльнской архиепархии. Кёльн 1995.
- Тони Дидерих, Ульрих Хельбах и Йоахим Опен: Христиане на Рейне. Свидетельства двухтысячелетней истории Кёльнской церкви. Выставка Исторического архива Кёльнской архиепархии по случаю Святого 2000 года в Архиепископской епархиальной и соборной библиотеке. Кёльн 2000.
- Безопасные традиции. Исторический архив Кельнской архиепархии, служащий церкви и культуре. Кёльн 2004.
- Ульрих Хельбах, Иоахим Опен и Вольфганг Шмиц: Iustitia et Caritas. Мемориальная выставка исторического архива Кёльнской архиепархии к 100-летию со дня рождения Йозефа кардинала Хёффнера. Кёльн 2007.